# Bruce Goff
Bruce Goff (eigentlich Bruce Alonzo Goff; * 7. Juni 1904 in Alton, Kansas, USA; † 4. August 1982 in Tyler, Texas, USA) war ein US-amerikanischer Architekt.

## Leben

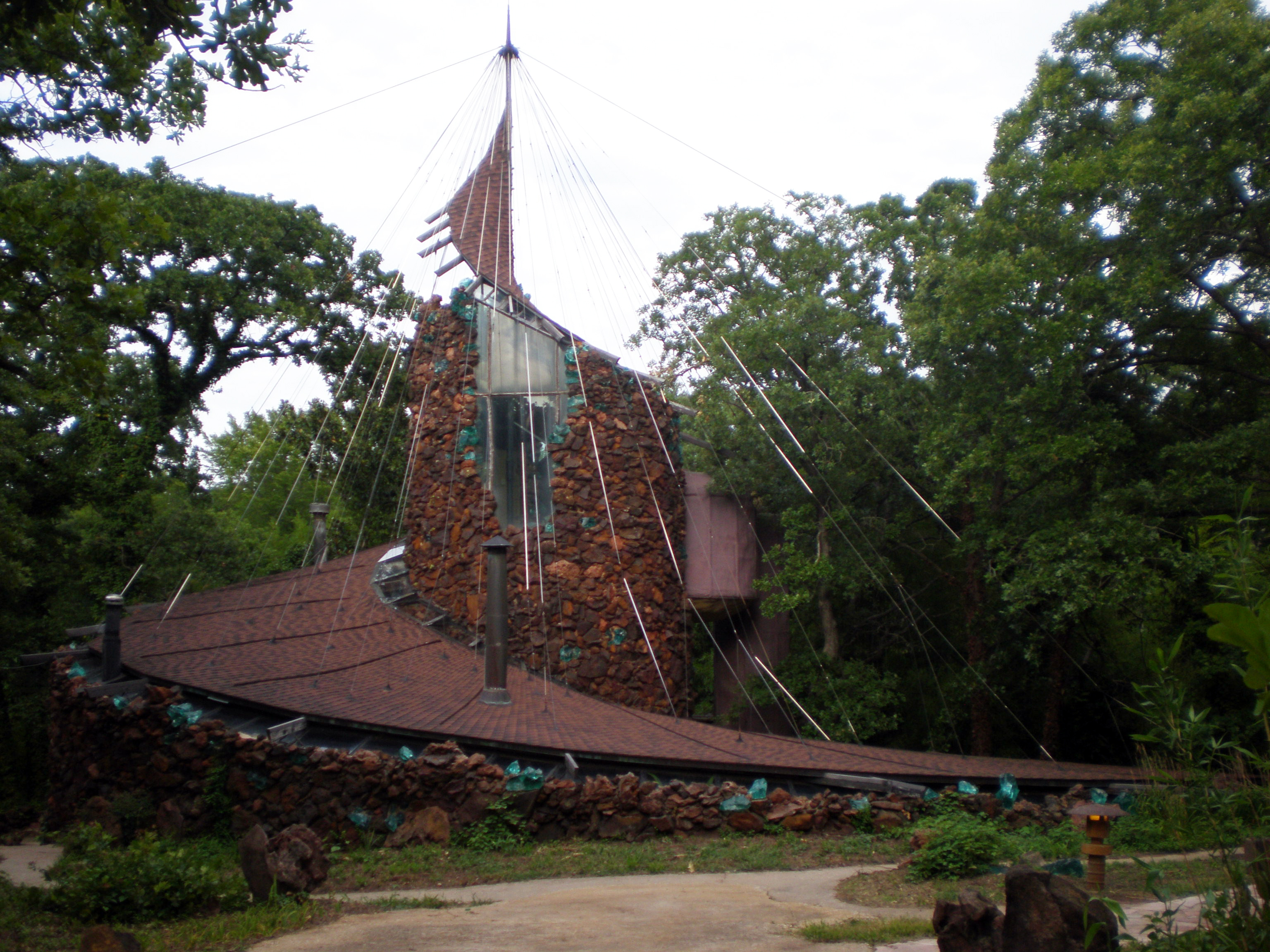
Bavinger Exterior

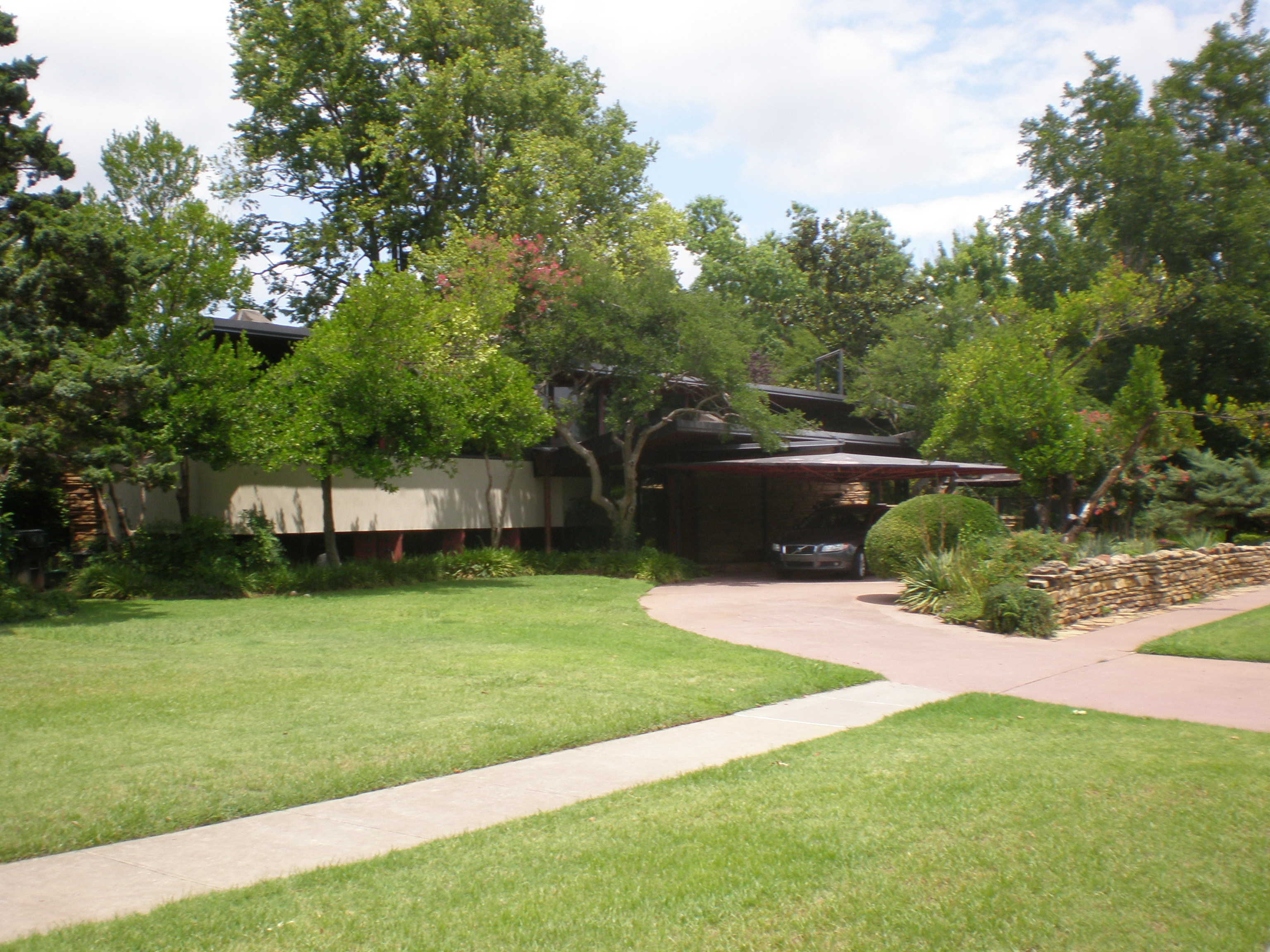
Ledbetter House

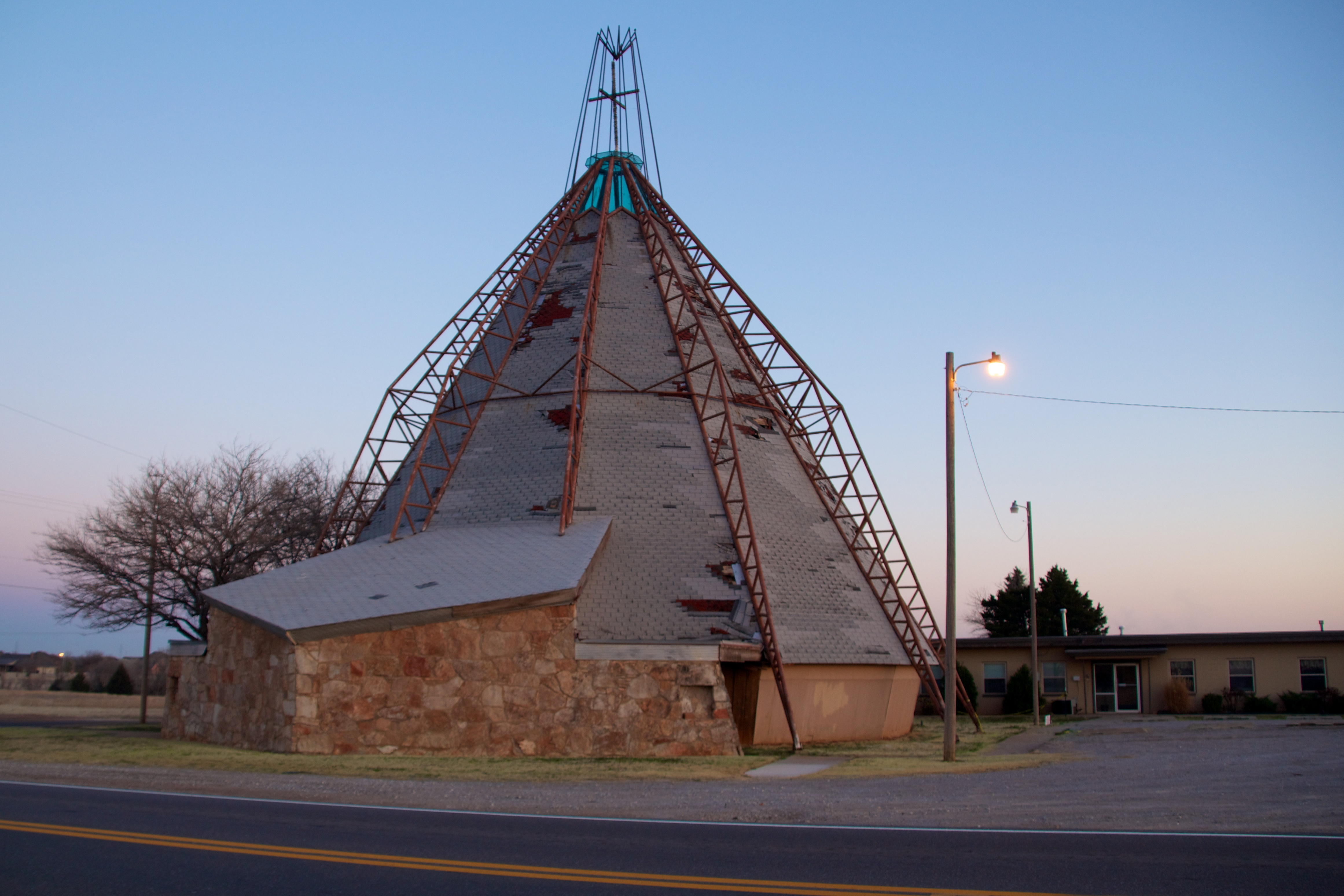
Hopewell Baptist Church

Bereits als Zwölfjähriger begann er, zunächst stundenweise, eine Lehre im Architekturbüro Rush, Endacott und Rush in Tulsa, Oklahoma, deren Teilhaber er 1930 wurde. 1916 oder 1917 lernte er die Architektur von Frank Lloyd Wright kennen, die ihn tief beeindruckte und sein Leben lang beschäftigte.
Während des Zweiten Weltkriegs diente Goff als Architekt in der US-Marine. 1947 nahm er eine Professur für Architektur an der Universität von Oklahoma an. Ab demselben Jahr bis 1955 leitete er die dortige School of Architecture. Vortragsreisen führten ihn nach Europa und Japan. Bis zu seinem Tod im Jahr 1982 entwarf Goff Gebäude, vor allem Wohnhäuser, aber auch Kirchen und zusammen mit Bart Prince den Pavillon Shin’enKan beim Los Angeles County Museum of Art.

## Werk
Goff fühlte sich den Ideen einer „organischen Architektur“ verpflichtet, wie sie Wright, aber auch andere Architekten der „Prairie School“, prominent Louis Sullivan, vertraten. Im Gegensatz zum Internationalen Stil strebt die organische Architektur eine natur-, orts- und bewohnerbezogene Bauweise an.
Im Lauf der Jahre gelang es Goff, sich von Wrights Vorbild zu lösen. Er datierte den Beginn seines eigenen Stils auf das Jahr 1940, als er das Helen Unseth House entwarf. Goffs reife Architektur hat, trotz des Einflusses von Wright und anderen, keine unmittelbaren Vorläufer. Typisch für sie ist, dass sie sich jeweils aus den Verhältnissen am Ort ergibt, das Gebäude als vielfach gegliederte und gebrochene Ganzheit auffasst, häufig geometrische Formen wie Kreis und Quadrat einander überlagert, neben Holz, Natursteinen und Stahl vorgefundene und ungewöhnliche Materialien verwendet, bis hin zu Kohlebrocken und den Tragflächen eines Flugzeugs, und Fassaden reich ausgestaltet.

## Wirkung
In der US-amerikanischen Architektur seiner Zeit war Goff ein angefeindeter Außenseiter; der Architekt Louis Kahn sagte über ihn: „Da hantiert einer mit Cola-Flaschen und Pufferträgern von Lokomotiven.“ Unterstützer fand Goff dagegen bei den Bewohnern seiner Häuser. So stellten Ruth und Sam Ford, Erstbesitzer des Ford House (1947), in ihrem Vorgarten das Schild auf: „Wir mögen Ihr Haus auch nicht.“
Erst nach seinem Tod kam Goff zu Ehren. Die Universität von Oklahoma erinnert an den Architekten mit einer Bruce Goff-Professur. Zunehmend wird sein Werk unter dem Aspekt einer „queeren Architektur“ diskutiert. Damit ist nicht nur gemeint, dass Goff homosexuell war, sondern auch, dass er seine Gebäude als nur eingeschränkt einsehbare Rückzugs- und Phantasieorte entworfen hat.
Der Filmemacher und Künstler Heinz Emigholz zeigt in seinem Film Goff in der Wüste (2002/2003) mit 62 Gebäuden fast das gesamte erhaltene Werk des Architekten, vom George Way House (1922/23) bis zum Al Struckus House (1979). Das (mit einem Gedenkstein von Grant Gustafson auffällig gestaltete) Grab Goffs auf dem Graceland Cemetery, Chicago, ist in einer Sequenz von Emigholz' Film Miscellanea III (1997/2004) zu sehen.

## Bauten (Auswahl)
- 1926: Boston Avenue Methodist Church. Tulsa, Oklahoma (Dekorationen von Adah Robinson)
- 1938: Turzak House. Chicago, Illinois
- 1940: Unseth House. Park Ridge, Chicago, Illinois
- 1947: Ledbetter House. Norman, Oklahoma
- 1947: Ford House. Aurora, Illinois
- 1950: Bavinger House. Norman, Oklahoma
- 1955: Frank House. Sapulpa, Oklahoma
- 1970: Glen Harder House. Mountain Lake, Minnesota
- 1978–1988: Shin’enKan, japanischer Pavillon im Los Angeles County Museum of Art (zusammen mit Bart Prince)

## Dokumentarfilme
- Goff in der Wüste, 2002–2003, Regie: Heinz Emigholz
- Goff, USA 2019, Regie: Britni Harris – Überblick über Leben und Werk sowie Interviews mit früheren Kollegen, Studenten und Kunden[10]